# Towarzystwo Mozartowskie w Bydgoszczy
Towarzystwo Mozartowskie w Bydgoszczy - stowarzyszenie kulturalne w Bydgoszczy, zajmujące się upowszechnieniem muzyki i postaci Wolfganga Amadeusa Mozarta.

## Historia
Towarzystwo powstało w 1994 r. przy Zespole Szkół Muzycznych w Bydgoszczy na wzór istniejącego Mozarteum w Salzburgu. Wśród członków założycieli towarzystwa, liczącego przeszło 40 osób, znajdują się przede wszystkim uczniowie bydgoskich szkół muzycznych, jak również osoby spoza środowiska muzycznego. Do tradycji należy współpraca z bydgoskim oddziałem Towarzystwa Polsko-Austriackiego. Organizowano wspólne imprezy w ramach „Dni Austrii”, w których strona muzyczna spoczywała w rękach Towarzystwa Mozartowskiego. 
Przy Towarzystwie funkcjonuje orkiestra złożona z uczniów Zespołu Szkół Muzycznych.
Za sprawą Towarzystwa odbywały się w Bydgoszczy recitale i koncerty kameralne zarówno młodych muzyków z Polski, jak i solistów z zagranicy, np. muzyków Europejskiej Akademii Mozartowskiej (1998). Towarzystwo organizowało również konkursy wiedzy o życiu i twórczości W.A. Mozarta oraz konkursy recytatorskie, przeznaczone dla uczniów szkół średnich. Pod jego auspicjami koncertowały również zespoły, jak np. „Trio fortepianowe” z poznańskiej Szkoły Talentów (1999) czy kwartet i orkiestra „Come amabile” Zespołu Szkół Muzycznych (1998,1999).

## Działalność
Towarzystwo zajmuje się popularyzowaniem muzyki i postaci wielkiego twórcy epoki klasycyzmu – Wolfganga Amadeusa Mozarta. Do statutowych działań Towarzystwa należy także propagowanie młodych talentów, zdolnych pedagogów, organizacja koncertów, fundowanie wyróżnień i stypendiów dla uczniów, organizacja kursów mistrzowskich i obchodów Roku Mozartowskiego.